# Разтежение
Разтежението е остро или хронично увреждане на мускул, сухожилие или и на двете. Известно е още като мускулно разтежение или сухожилно разтежение, мускулно разкъсване или сухожилно разкъсване, както и с понятията разтегнато сухожилие или разтегнат мускул, скъсано сухожилие или скъсан мускул.
Разтежението на мускул или сухожилие и скъсването на мускулни или сухожилни влакна са едно и също нещо, като всичко опира до степента на увреждането.
Еквивалентното нараняване на лигаментните връзки се нарича изкълчване.

## Физиология
Само по себе си всяко едно разтежение на мускул или сухожилие представлява някаква степен на разкъсване на мускулни или сухожилни влакна. Когато се премине предела на еластичност на някои от тези нишки, те могат да се скъсат, макар целия мускул или сухужилие да са още цели.
Много хора смятат, че за да се получи разтежение трябва да се претърпи някаква сериозна травма. Всъщност докато човек извършва някаква физическа активност, без значение от степента на натоварване, това всеки път води до микроскопични увреждания и разкъсвания в мускулите и сухожилията. След това обаче тялото ги възстановява и ги заздравява, като ги прави по-здрави, по-силни и по-издръжливи. Именно на този принцип при редовни тренировки мускулите нарастват, а сухожилията заякват. Когато обаче се прекали с натоварването или не се даде време на тялото да регенерира увредените тъкани, това може да доведе до състояние, изискващо медицинска помощ и рехабилитация.

## Признаци и симптоми
Типичните признаци и симптоми на разтежение включват болка, функционална загуба на засегнатата структура, мускулна слабост, контузия и локализирано възпаление. Разтежението може да варира от леко раздразнение до много болезнено, в зависимост от степента на нараняване.

## Причини
Разтежение може да възникне в резултат на неправилно натоварване на тялото с каквато и да е активност (като например контактни спортове, вдигане на тежки предмети или преразтягане), които могат да предизвикат механична травма или нараняване. Обикновено мускулите или сухожилията се разтягат и са подложени на по-голям физически стрес, отколкото могат да упражнят. Разтеженията обикновено водят до частично разкъсване на сухожилие или мускул, но също така могат да бъдат и тежки под формата на пълно разкъсване на сухожилието или мускула. Най-често разтежения се наблюдават в крака (бедрото, прасеца и стъпалото) или гърба.
Острите разтежения са по-тясно свързани със скорошна механична травма или нараняване, а хроничните разтежения обикновено са резултат от повтарящи се движения на мускулите и сухожилията за по-дълъг период от време.

### Степени на нараняване
Степените на нараняване (класифицирани от Американския колеж по спортна медицина) са три:
- Първа степен (най-лека) – слабо разкъсване на тъканите със слаба чувствителност и болка. Възможен е пълен обхват на движение на засегнатите части. Обикновено такава травма се възстановява без усложнения до седмица.
- Втора степен – сериозно разкъсани мускулни или сухожилни тъкани с болезнено и ограничено движение. Възможно е евентуално подуване на мястото на нараняването. Може да се наложи по-продължително лечение от порядъка на месец, както и обездвижване на засегнатото място.
- Трета степен (най-тежка) – ограничена или изцяло загубена възможност за движение със силна остра болка, макар и понякога в първоначалния момент след нараняване да липсва такава. В по-голямата част от случаите се налага хирургична намеса.

### Рискови фактори
Въпреки че разтеженията не са ограничени само до спортисти и могат да се случат по време на ежедневни задачи, хората, които спортуват, са по-изложени на риск от подобни увреждания. Често се получава подобно нараняване, когато внезапно се увеличи продължителността, интензивността или честотата на дадена физическа активност.

## Лечение
Лечението на остри мускулни разтежения включва пет стъпки, известни като „P.R.I.C.E“.
- Защита (на английски: Protection) – поставя се мека подложка, за да се защити мястото от удар с предмети.
- Почивка (на английски: Rest) – за ускоряване процеса на заздравяване, както и за намаляване на възможността за повторно нараняване е необходима почивка.
- Лед (на английски: Ice) – на увреденото място се поставя лед, за да се предизвика вазоконстрикция, което ще намали притока на кръв към мястото на нараняване. Ледът се държи не повече от 20 минути.
- Компресия (на английски: Compression) – около мястото се увива мека превръзка, за да се намали допълнителната диапедеза и да се подобри лимфния дренаж.
- Височина (на английски: Elevation) – увредената зона се дърхи възможно най-близо до нивото на сърцето, за да се подпомогне връщането на венозната кръв в системата на кръвообращение.

Незабавното лечение обикновено е допълнителна терапия с НСПВС и студена компресивна терапия. Терапията със студена компресия действа за намаляване на отока и болката чрез намаляване на екстравазацията на левкоцити в увредената област. НСПВС като ибупрофен и парацетамол помагат за намаляване на възпалението, чрез инхибиране на ензимите Cox-1 и Cox-2, които са отговорни за превръщането на арахидоновата киселина в простагландин. Въпреки това, НСПВС, включително аспирин и ибупрофен, влияят върху функцията на тромбоцитите (затова те са известни като „разредители на кръвта“) и не трябва да се приемат през периода, когато тъканите кървят, тъй като те са склонни да увеличат кръвния поток, да инхибират съсирването и по този начин да увеличат кървенето и подуването. След спиране на кървенето НСПВС могат да се използват с известна ефективност за намаляване на възпалението и болката.
Препоръчително е пострадалото лице да се консултира с медицински специалист, ако нараняването е придружено от силна болка, ако крайникът не може да се използва или ако има забележима болезненост над изолирано място. Това могат да бъдат признаци за счупена кост, навяхване или пълно разкъсване на мускулите.